# Transport ferroviaire aux Pays-Bas
Plan
Le transport ferroviaire aux Pays-Bas concerne l'organisation des transports en train effectués sur le réseau, à écartement normal (1 435 mm), situé sur le territoire des Pays-Bas, pays d'Europe occidentale.

## Histoire
La première ligne de chemin de fer des Pays-Bas fut inaugurée le 20 septembre 1839 entre Amsterdam et Haarlem (première partie de la Oude Lijn, reliant Amsterdam à Rotterdam, achevée en 1847), suivie de Amsterdam-Utrecht le 28 décembre 1843, prolongée à Arnhem en 1845 et jusqu'à la frontière allemande en 1856. Ces lignes furent d'abord construites à écartement large avant d'être mises à l'écartement standard européen de 1435 mm (environ 1,44m). Dans le sud des Pays-Bas, plusieurs compagnies étrangères prolongent leurs lignes jusqu'aux Pays-Bas afin que celles-ci ne s'achèvent pas en rase campagne à la frontière. Ainsi, la ligne Aix-La-Chapelle-Maastricht est ouverte en 1853, suivie de Anvers-Roosendaal l'année suivante. Les deux principales compagnies de chemin de fer de l'époque sont les NCS et les SS, d'autres petites compagnies n'exploitant qu'une ou deux lignes existent aussi. À partir de 1860, les nouvelles lignes sont construites par l'État qui les identifie par des lettres. (A à K au début) depuis, de nombreuses lignes ont été construites, d'abord à un rythme soutenu puis plus faible à partir des années 1910. Dans les années 1930, un certain nombre de lignes secondaires, peu fréquentées et déficitaires, ferment. Le réseau est très gravement affecté par les deux guerres mondiales, comme le reste du pays, nécessitant de longs travaux de reconstruction. Les NS (Nederlandse Spoorwegen) sont créés en 1938 et détiendront le monopole de l'exploitation du réseau jusqu'en 1995. Le dernier train à vapeur circule en 1953. Après la Seconde Guerre mondiale, peu de lignes sont construites, le réseau étant déjà parmi les plus denses d'Europe. La ligne la plus récente est celle reliant Lelystad à Zwolle inaugurée en 2012. 

## Réseau ferré
Le réseau de chemin de fer néerlandais est long de 2809 km dont 2061 sont électrifiés. Les lignes classiques sont électrifiées en 1500 V continu et la HSL (ligne à grande vitesse) ainsi que la betuweroute (réservée au trafic fret, reliant le port de Rotterdam à l'Allemagne) le sont en 25 000 V monophasé alternatif 50 HZ. Le réseau néerlandais a la particularité d'être très décentralisé, dû à la présence de nombreuses grandes villes proches entre elles, principalement dans la Randstad. La densité de population du pays explique aussi la densité du réseau, parmi les plus denses d'Europe avec ceux de Belgique et de Suisse. La plupart des grandes lignes sont au moins à deux voies, parfois plus (Amsterdam-Utrecht étant par exemple à quatre voies). Les lignes secondaires du nord et de l'est/sud-est du pays sont à voie unique (au départ de Groningue, Leeuwarden, Venlo ou Zutphen).
Il est à noter qu'aux Pays-Bas, les trains roulent à droite et ce, bien que la majorité des lignes à 2 voies possèdent des installations de contresens. Par souci d'interconnexion avec les réseaux étrangers, sur certaines lignes frontalières (exemple : Anvers-Roosendaal), les trains roulent à gauche. La plupart des pays sous influence allemande dans le domaine ferroviaire roulent à droite. 
La signalisation ferroviaire aux Pays Bas est de conception relativement récente (datant des années 1950) et fiable. Il s'agit de l'une des plus simples d'Europe, ce qui explique en partie sa fiabilité (article détaillé). 
La sécurité est assurée par l'ATB, système de sécurité empêchant les trains de dépasser les limitations de vitesse ou de franchir des signaux fermés. La plupart des lignes en sont équipées, que ce soit en ATB AG (ancienne génération) en ATB NG (nouvelle génération) ou en ATB+. Les grandes lignes du réseau sont en cours d'équipement en ERTMS, système européen de signalisation et de gestion des circulations. La HSL (ligne à grande vitesse) possède une signalisation classique pour les lignes à grande vitesse fonctionnant sur une base de TVM (Transmission Voie-Machine ou cab-signal), dans lequel les indications s'affichent directement en cabine devant le conducteur et où seuls des repères de cantonnement subsistent au sol.
Le réseau dispose d'une connexion ferroviaire avec la Belgique et l'Allemagne, qui disposent du même écartement. Les horaires des trains néerlandais sont d'ailleurs synchronisés avec ceux des trains étrangers pour faciliter les correspondances.
Le gestionnaire d'infrastructure est ProRail depuis 1995.

## Gares
Les gares néerlandaises dépendent de NS stations, filiale des NS. Au nombre de 397, elles possèdent toutes un code télégraphique, encore régulièrement utilisé. (exemple : Amsterdam Centraal : asd. Hengelo : hgl). Le réseau néerlandais étant entièrement cadencé sur le plan des horaires, les trains étant tous synchronisés entre eux, mais aussi avec ceux des réseaux étrangers pour permettre les correspondances, les gares sont desservies de manière parfaitement régulière et rares sont les gares desservies par moins d'un train toutes les trente minutes. Il existe quelques gares particulières, comme celle desservant le musée ferroviaire d'Utrecht. Une autre dessert un lieu de pèlerinage (Liste des gares aux Pays-Bas). 

## Matériel roulant

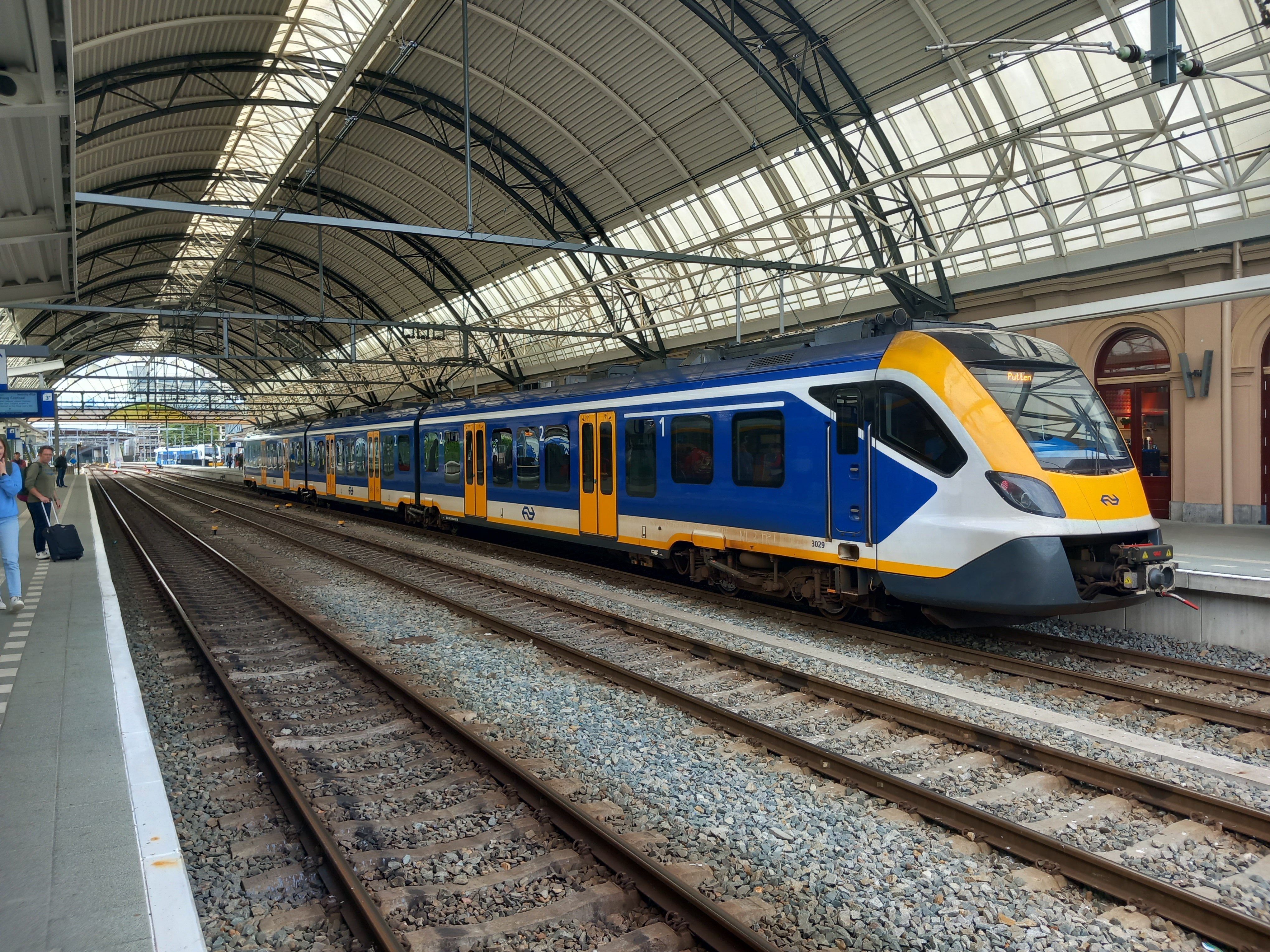
Automotrice SNG n°3029 en gare de Zwolle le 13 juillet 2024

Le matériel roulant utilisé par l'opérateur historique est notamment composé :
-De locomotives électriques Traxx de Bombardier, utilisées sur les liaisons Amsterdam-Rotterdam-Breda, La Haye-Eindhoven et Amsterdam-Bruxelles, avec des rames de voitures BDS réversibles (la réversibilité n'est plus utilisée sur ce matériel);
-De locomotives électriques Vectron de Siemens, utilisées pour la traction des trains Amsterdam-Berlin, Amsterdam-Vienne et Amsterdam-Zürich. 

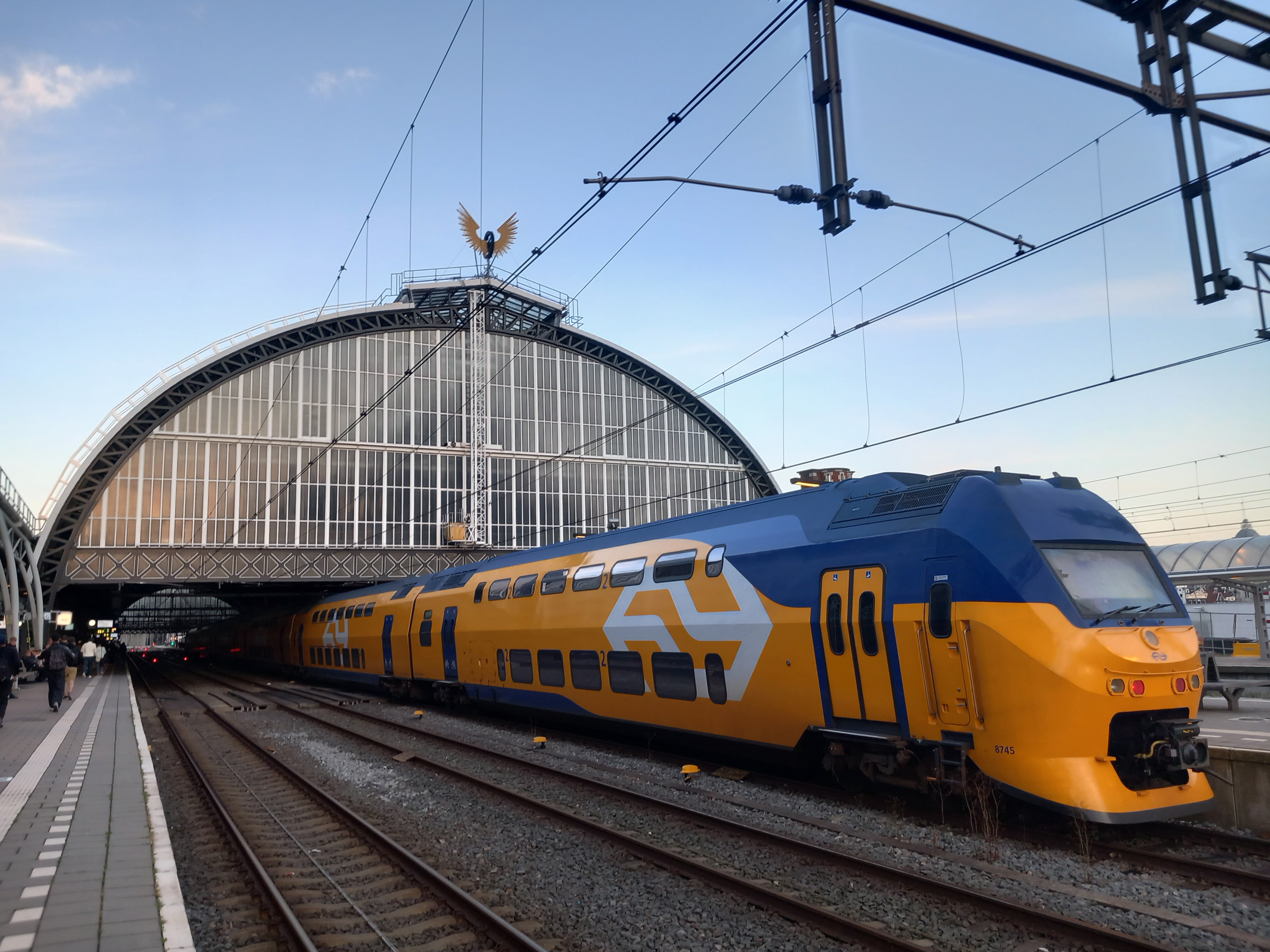
Automotrice VIRM rénovée n°8745 en gare d'Amsterdam Centraal le 13 juillet 2024

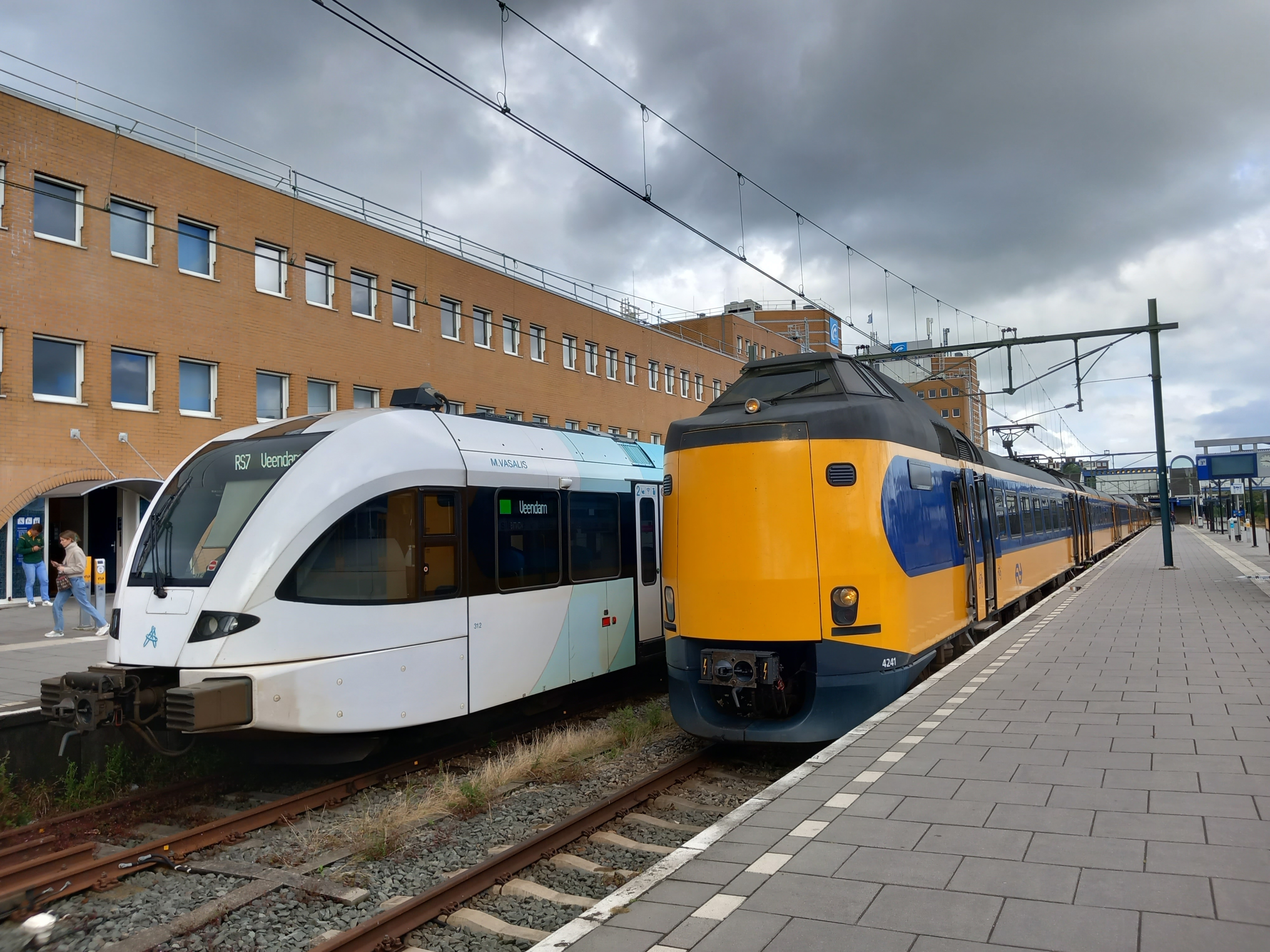
Automotrices ICM n°4241 et Stadler GTW à Groningen

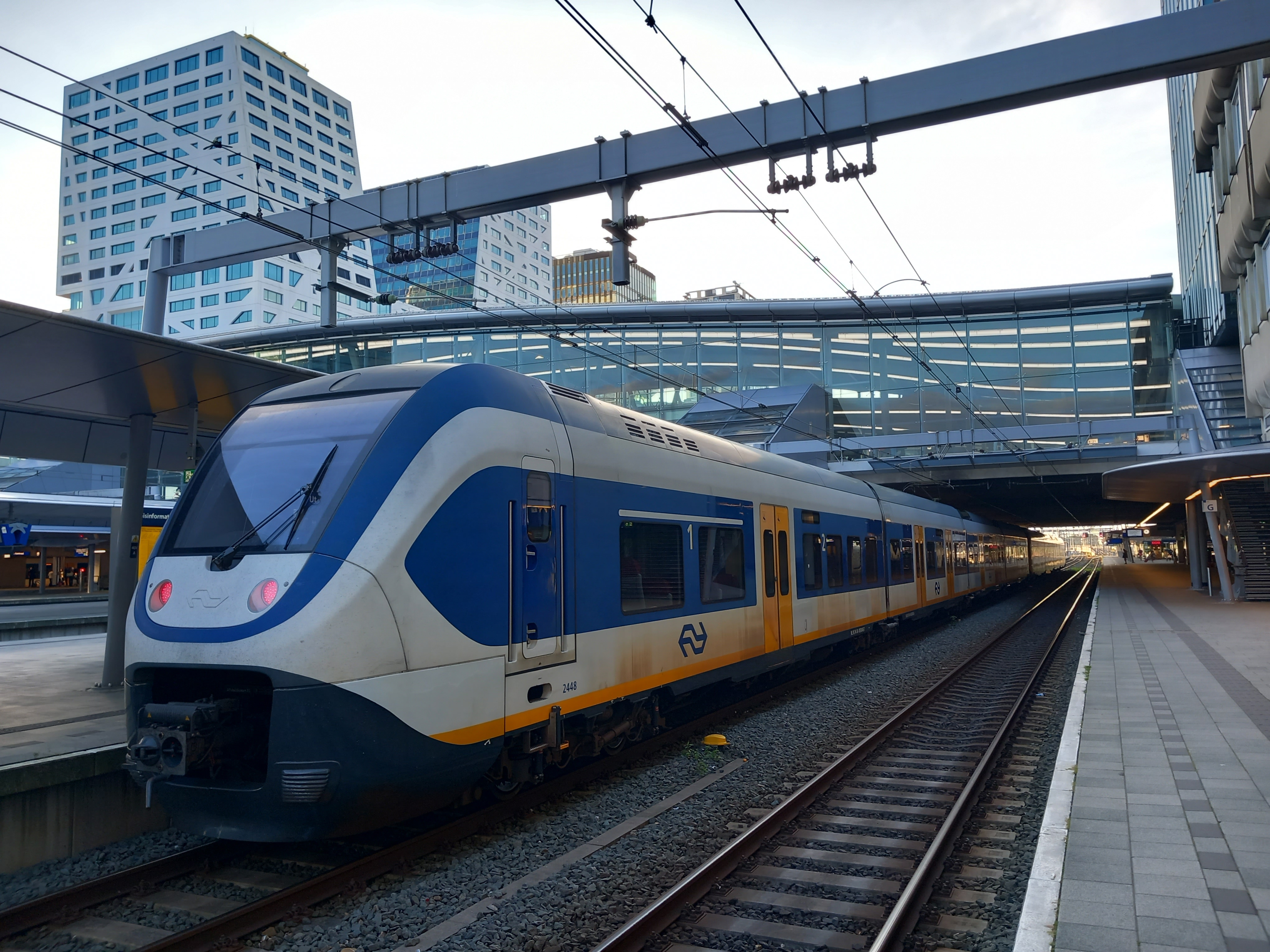
Automotrice SLT n°2448 en gare d'Utrecht Centraal le 13 juillet 2024.

-D'automotrices électriques à deux niveaux DDZ construites entre 1991 et 1998;
-D'automotrices électriques grandes lignes à un niveau ICM (Intercity Materieel) construites entre 1981 et 1994;
-D'automotrices électriques à deux niveaux VIRM (Verlengd Interregio Materieel), destinées aux omnibus au long cours et aux grandes lignes, construites entre 1994 et 2009;
-D'automotrices électriques à un niveau SLT (Sprinter Light Train), destinées aux liaisons omnibus ou de banlieue, construites entre 2007 et 2012;
-D'automotrices électriques Flirt de Stadler, livrées à 58 exemplaires de trois ou quatre voitures de 2016 à 2017;
-D'automotrices électriques SNG (Sprinter Nieuwe Generatie), du constructeur espagnol CAF, produites à 206 exemplaires de trois ou quatre voitures entre 2017 et 2019 
-D'automotrices électriques ICNG (Intercity Nieuwe Generatie), issues de la gamme Coradia d'Alstom, aptes à 200km/h, en service à partir de 2023 aux fins de remplacer les rames tractées avec locomotive Traxx sur les relations Amsterdam-Rotterdam-Breda et Amsterdam-Rotterdam-Anvers-Bruxelles. 
Le matériel utilisé par les opérateurs privés est composé principalement d'autorails Stadler GTW, d'automotrices Stadler Flirt, Coradia Lint ou Protos pour services régionaux de voyageurs, et de locomotives électriques NS classe 1600/1800 ex-NS ou Vectron pour le Fret. L'opérateur historique NS n'exploite aujourd'hui plus de trains de fret, entièrement laissés aux compagnies privées.
Le matériel utilisé par les NS incluait, jusqu'en 2022, des locomotives électriques série 1600/1800 utilisées, attelées à des rames à deux niveaux réversibles DD-AR, pour des dessertes omnibus, ou, attelées à des rames de voitures allemandes par la traction des trains internationaux vers Hanovre ou Berlin.
Des autorails diesels doubles DM'90, destinés aux lignes secondaires non électrifiées, ont circulé de 1996 à 2017. 
Les automotrices SGM ont été retirées du service en 2021. 

## Opérateurs
Depuis 1995, conformément aux directives de l'Union européenne, l'opérateur historique NS (détenu encore aujourd'hui à 100 % par l'État) ne détient plus le monopole pour l'exploitation des services de chemin de fer. Par conséquent, le réseau a été découpé en concessions. La concession principale comprend les grandes lignes rentables des Pays-Bas, soit l'essentiel du réseau, cette concession revenant d'office aux NS. Les autres concessions comprennent les lignes secondaires, déficitaires assurant une mission de pur service public sans vocation commerciale. Ces lignes sont confiées à un opérateur après un appel d'offres européen. Cet opérateur peut être les NS s'ils remportent l'appel d'offre, ou un opérateur privé qui se doit de réduire le déficit de la ligne au maximum par l'usage de méthodes d'exploitation économiques: agent seul à bord des trains, moins voire aucun agent dans les gares, augmentation du rendement du matériel... La province décide de l'offre et finance l'exploitation, l'opérateur ne supporte donc pas le déficit. À noter que la plupart des concessions secondaires comportent aussi des réseaux de bus urbains ou interurbains.
Tous les opérateurs se placent dans un système de tarification commun, valable également dans les réseaux de transport urbains (métro, trams, bus) et rendant l'intégralité du réseau national multimodal et multi opérateurs accessible avec un même titre de transport : l'OV-chipkaart, jetable ou nominative, sur laquelle une somme d'argent est chargée et débitée automatiquement à chaque validation (en train, la carte est validée à la montée et la descente pour fixer le prix débité) un abonnement peut aussi être chargé dessus.
Parmi les entreprises ferroviaires autres que les NS Reizigers exploitant des services aux Pays-Bas :
- Voyageurs : Arriva, Connexxion, Keolis et Qbuzz ;[3]
- Fret : Bentheimer Eisenbahn, Captrain Netherlands, Crossrail Benelux, DB Cargo Nederland, Duisport rail, HSL Netherlands, KombiRail Europe, Lineas, LTE Netherlands, PKP Cargo, Rail Force One, Rail2U, Railtraxx, RheinCargo, Rotterdam Rail Feeding, RTS Rail Transport Service, RTB Cargo Netherlands, SBB Cargo Deutschland, Shunter Tractie et TX Logistiek ; [4]

En outre, Herik Rail est une compagnie disposant de sept voitures, pouvant être louées pour organiser des circulations spéciales (congrès, réunions...). En revanche, NESM Nostalgie Express n'exploite pas de services opérationnels.

## Métro

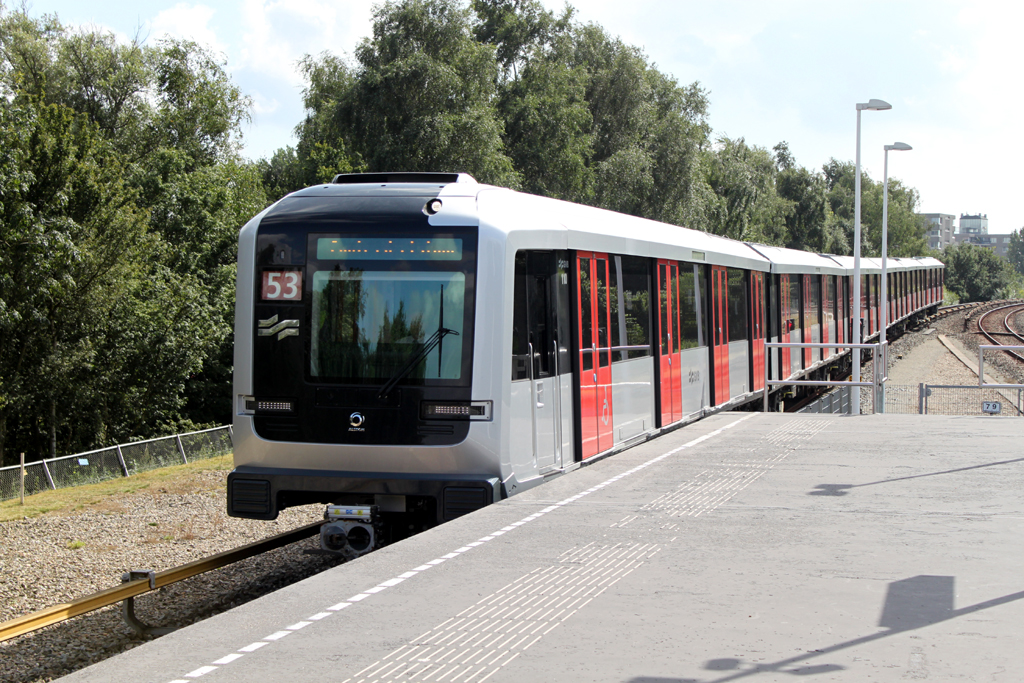
Rame du métro d'Amsterdam

Deux villes néerlandaises possèdent un métro : Amsterdam et Rotterdam-La Haye (réseau commun aux deux villes). Aux Pays-Bas, le métro est surtout utilisé pour desservir proche banlieue et quartiers périphériques. Les centres et quartiers proches sont desservis par les bus et tramways. 
À Amsterdam, le réseau compte 3 lignes de pur métro et une ligne dite de sneltram, dont une partie est en mode métro et l'autre partie en tram à quais hauts. Le réseau, à voie normale de 1435mm est électrifié par 3e rail 750V, sauf la partie tram du sneltram qui l'est par caténaire. 
Le réseau de Rotterdam-La Haye compte lui 5 lignes, principalement électrifiées par 3e rail 750V (la partie nord de la ligne E et l'extrémité est des lignes A et B le sont par caténaire). Les lignes A, B et C ne desservent que Rotterdam. La ligne E part de Rotterdam et rejoint La Haye par l'utilisation d'une ancienne ligne de chemin de fer des NS. En effet, il existait autrefois deux lignes de chemin de fer reliant Rotterdam à La Haye, dont une desservant Delft. Une des deux lignes appartient toujours aux NS et reste un chemin fer classique (celle par Delft), l'autre devenant une partie de la ligne E du métro. Cette configuration particulière montre le rapprochement particulier des deux villes de Rotterdam et La Haye, bien que la ligne E soit nettement plus longue que les autres. L'ancienne ligne de chemin de fer Rotterdam-Hoek-Van-Holland est également intégrée à la ligne B du métro depuis 2019.

## Tramways

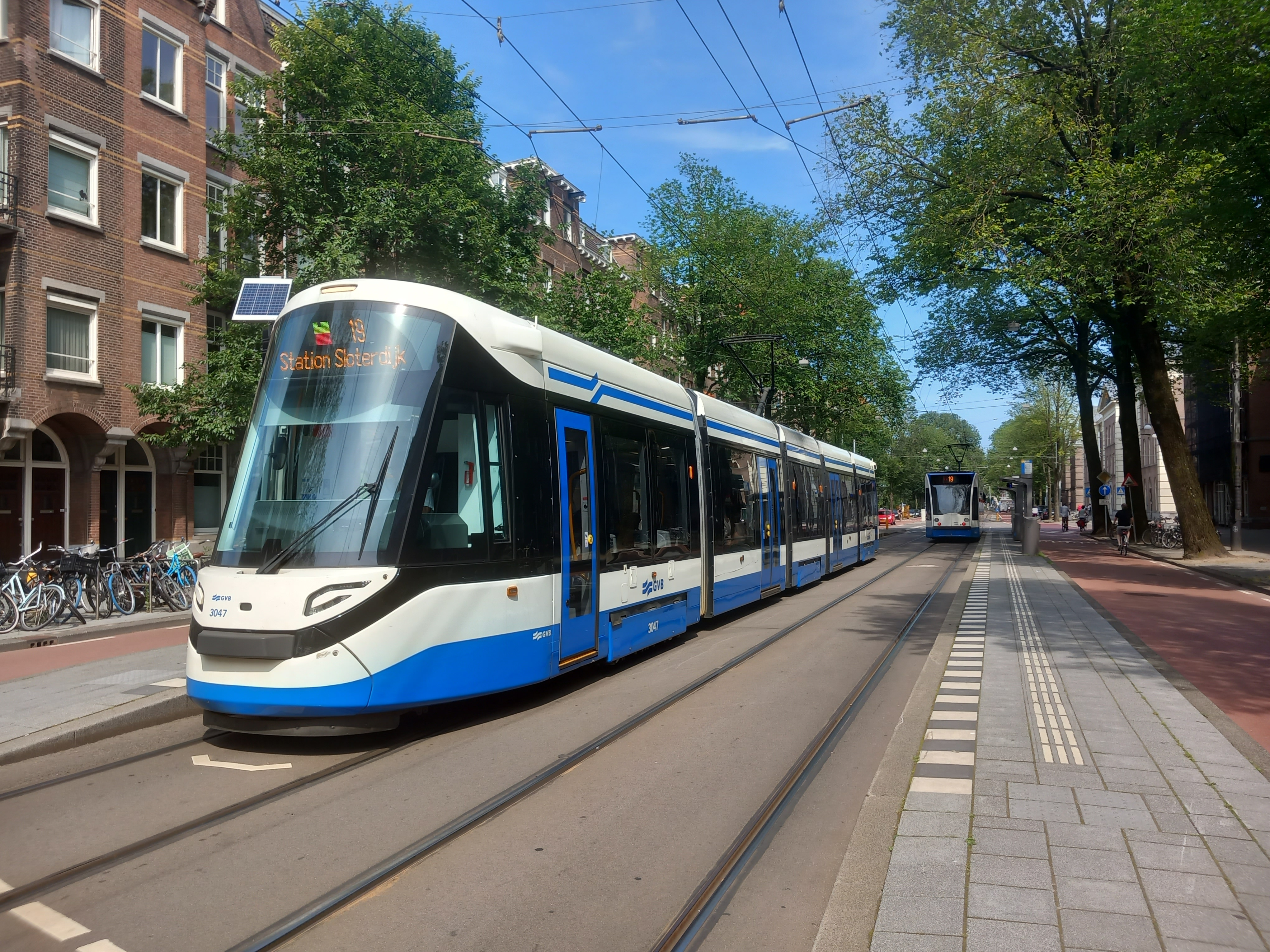
Tramway d'Amsterdam

Amsterdam,  Rotterdam, La Haye et Utrecht disposent d'un réseau de tramway. À noter la présence sur le réseau d'Utrecht de rames du réseau de tramway de Mulhouse entre 2007 et 2008.